# Kanton Livarot
Kanton Livarot (fr. Canton de Livarot) je francouzský kanton v departementu Calvados v regionu Normandie. Při reformě kantonů v roce 2014 byl utvořen z 53 obcí, do té doby sestával z 22 obcí. V květnu 2016 ho tvořilo 24 obcí (vzhledem k procesu slučování některých obcí).

## Obce kantonu (v květnu 2016)
- Boissey
- Bretteville-sur-Dives
- Cernay
- La Folletière-Abenon
- Hiéville
- Lisores
- Livarot-Pays-d'Auge [p 1]
- Mittois
- Montviette
- Orbec
- L'Oudon
- Ouville-la-Bien-Tournée
- Saint-Denis-de-Mailloc
- Saint-Georges-en-Auge
- Saint-Martin-de-Bienfaite-la-Cressonnière
- Saint-Pierre-sur-Dives
- Sainte-Marguerite-de-Viette
- Thiéville
- Valorbiquet [p 2]
- Val-de-Vie [p 3]
- Vaudeloges
- Vendeuvre
- La Vespière [p 4]
- Vieux-Pont-en-Auge

## Obce kantonu (do roku 2015)
- Auquainville
- Les Autels-Saint-Bazile
- Bellou
- La Brévière
- La Chapelle-Haute-Grue
- Cheffreville-Tonnencourt
- Fervaques
- Heurtevent
- Lisores
- Livarot
- Le Mesnil-Bacley
- Le Mesnil-Durand
- Le Mesnil-Germain
- Les Moutiers-Hubert
- Notre-Dame-de-Courson
- Sainte-Foy-de-Montgommery
- Saint-Germain-de-Montgommery
- Sainte-Marguerite-des-Loges
- Saint-Martin-du-Mesnil-Oury
- Saint-Michel-de-Livet
- Saint-Ouen-le-Houx
- Tortisambert